# Nadejda Koniàieva
Nadejda Koniàieva   (Txapkino, 5 d'octubre de 1931) és una atleta russa ja retirada, especialista en el llançament de javelina, que va competir sota bandera soviètica entre la dècada de 1950 i la de 1960.
El 1956 va prendre part en els Jocs Olímpics d'Estiu de Melbourne, on va guanyar la medalla de bronze en la prova del llançament de javelina del programa d'atletisme.
En el seu palmarès també destaca una medalla de bronze al Campionat d'Europa d'atletisme de 1954, rere Dana Zátopková i Virve Roolaid. No guanyà cap campionat nacional de llançament de javelina, però fou segona el 1953 i 1954 i tercera el 1956. El 1954 va millor en tres ocasions el rècord del món de l'especialitat.

## Millors marques
- Llançament de javelina. 55,48 (1954)[1][4]